# Види пива
Вид пива (також стиль пива) — це термін, який використовують для класифікації пива залежно від різних факторів, включаючи зовнішній вигляд, смак, інгредієнти, метод виробництва, історію або походження тощо. У західній традиції найчастіше вживають узагальнювальні назви різних видів пива залежно від типу бродіння. Якщо для виробництва пива використовували пивні дріжджі верхового бродіння, то таке пиво називається Ель, а якщо використовували пивні дріжджі низового бродіння, то таке пиво має назву Лагер. Існує також змішаний («спонтанний») тип бродіння.
|                      |                      |                      |                      |                      |                      |  |  | Пиво               |                    |                    |                    |                    |                    |  |  |                  |                  |                  |                  |                  |                  |
|                      |                      |                      |                      |                      |                      |  |  |                    |                    |                    |                    |                    |                    |  |  |                  |                  |                  |                  |                  |                  |
|                      |                      |                      |                      |                      |                      |  |  |                    |                    |                    |                    |                    |                    |  |  |                  |                  |                  |                  |                  |                  |
| Світле пиво (Світле) | Світле пиво (Світле) | Світле пиво (Світле) | Світле пиво (Світле) | Світле пиво (Світле) | Світле пиво (Світле) |  |  | Темне пиво (Темне) | Темне пиво (Темне) | Темне пиво (Темне) | Темне пиво (Темне) | Темне пиво (Темне) | Темне пиво (Темне) |  |  | Біле пиво (Біле) | Біле пиво (Біле) | Біле пиво (Біле) | Біле пиво (Біле) | Біле пиво (Біле) | Біле пиво (Біле) |
| Світле пиво (Світле) | Світле пиво (Світле) | Світле пиво (Світле) | Світле пиво (Світле) | Світле пиво (Світле) | Світле пиво (Світле) |  |  | Темне пиво (Темне) | Темне пиво (Темне) | Темне пиво (Темне) | Темне пиво (Темне) | Темне пиво (Темне) | Темне пиво (Темне) |  |  | Біле пиво (Біле) | Біле пиво (Біле) | Біле пиво (Біле) | Біле пиво (Біле) | Біле пиво (Біле) | Біле пиво (Біле) |

|           |           |           |           |           |           |  |  | Пиво            |                 |                 |                 |                 |                 |  |  |               |               |               |               |               |               |
|           |           |           |           |           |           |  |  |                 |                 |                 |                 |                 |                 |  |  |               |               |               |               |               |               |
|           |           |           |           |           |           |  |  |                 |                 |                 |                 |                 |                 |  |  |               |               |               |               |               |               |
| Ель (Ale) | Ель (Ale) | Ель (Ale) | Ель (Ale) | Ель (Ale) | Ель (Ale) |  |  | Змішане (Mixed) | Змішане (Mixed) | Змішане (Mixed) | Змішане (Mixed) | Змішане (Mixed) | Змішане (Mixed) |  |  | Лагер (Lager) | Лагер (Lager) | Лагер (Lager) | Лагер (Lager) | Лагер (Lager) | Лагер (Lager) |
| Ель (Ale) | Ель (Ale) | Ель (Ale) | Ель (Ale) | Ель (Ale) | Ель (Ale) |  |  | Змішане (Mixed) | Змішане (Mixed) | Змішане (Mixed) | Змішане (Mixed) | Змішане (Mixed) | Змішане (Mixed) |  |  | Лагер (Lager) | Лагер (Lager) | Лагер (Lager) | Лагер (Lager) | Лагер (Lager) | Лагер (Lager) |

## Ель

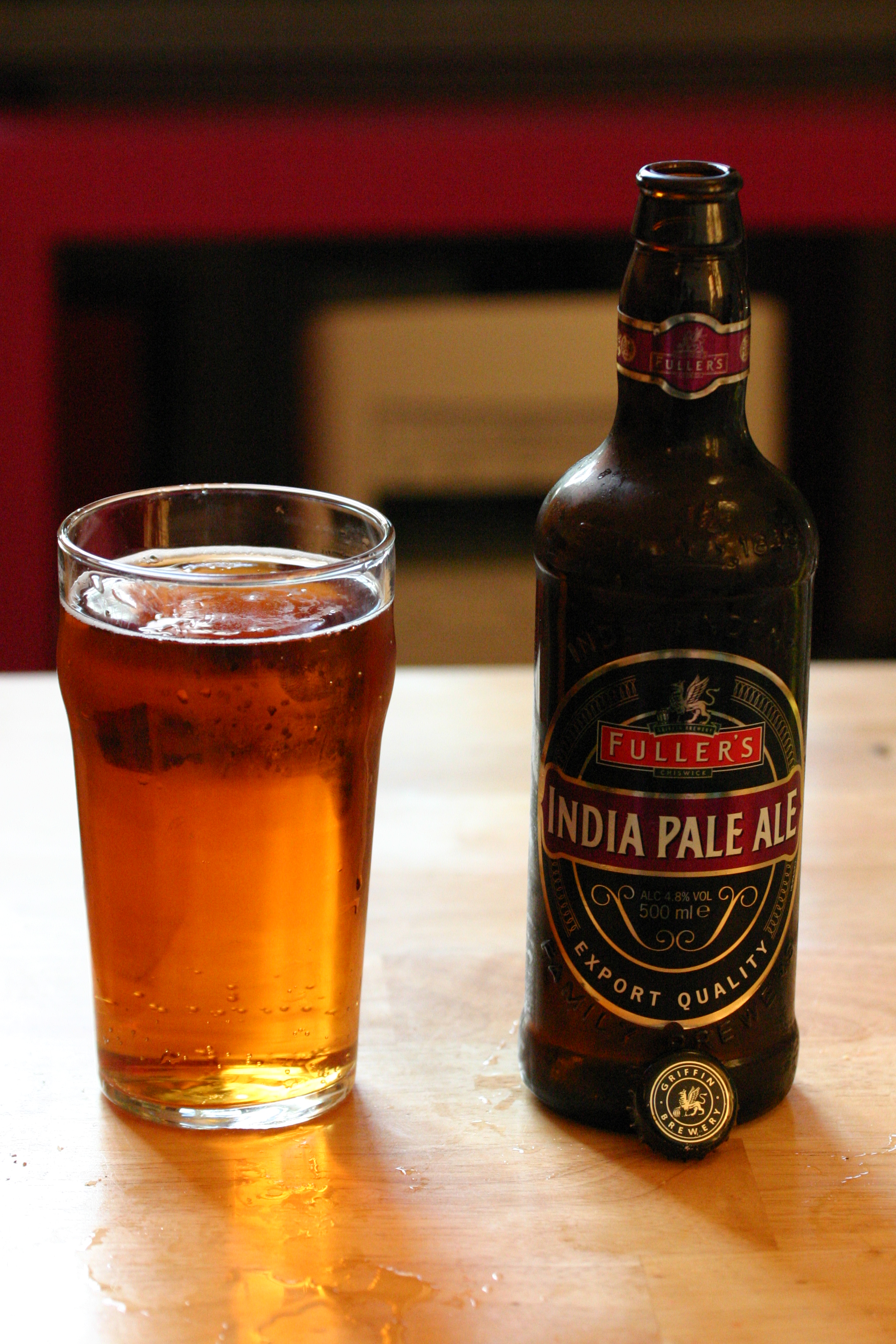
Пляшка індійського світлого елю від Fuller's

Ель вариться із ячмінного солоду з використанням пивних дріжджів верхового бродіння.
Буває таких видів (найпопулярніші за кольором від найсвітлішого до найтемнішого):
- Пшеничне пиво (нід. Witbier) — 4,5‐5,5 % об.
- Берлінське біле (нім. Berliner Weisse) — 2,8‐3,8 % об.
- Блонд ель (англ. Blonde Ale) — 3,8‐7,5 % об.
- Світлий ель (англ. Pale Ale) — 4,5‐6,2 % об.
- Кельш (нім. Kölsch) — 4,4‐5,2 % об.
- Золотий ель (англ. Golden Ale) — 7,5‐10,5 % об.
- Тріпель (англ. Tripel) — 7,5‐9,5 % об.
- Індійський світлий ель (англ. India Pale Ale/IPA) — 5‐7,5 % об.
- Сезонний ель (фр. Saison Ale) — 5‐7 % об.
- Англійський біттер (англ. English Bitter) — 3,2‐4,6 % об.
- Подвійний індійський світлий ель (англ. Doulbe IPA) — 7,5‐10 % об.
- Червоний ель (англ. Red Ale) — 4‐6,5 % об.
- Дуббель (біл. Dubbel) — 6‐7,6% об.
- Старий ель (англ. Old Ale) — 6‐9 % об.
- Бурштиновий ель (англ. Amber Ale) — 4,5‐6,2 % об.
- Квадрупель (англ. Quadrupel) — 10‐19,4 % об.
- М'який ель (англ. Mild Ale) — 2,8‐4,5 % об.
- Старе коричневе (нід. Oud Bruin) — 4‐8 % об.
- Темне пшеничне (нім. Dunkelweizen) — 4,3‐5,6 % об.
- Коричневий ель (англ. Brown Ale) — 2,8‐6,2 % об.
- Портер (англ. Porter) — 4‐9,5 % об.
- Стаут (англ. Stout) — 4‐12 % об.

## Лагер

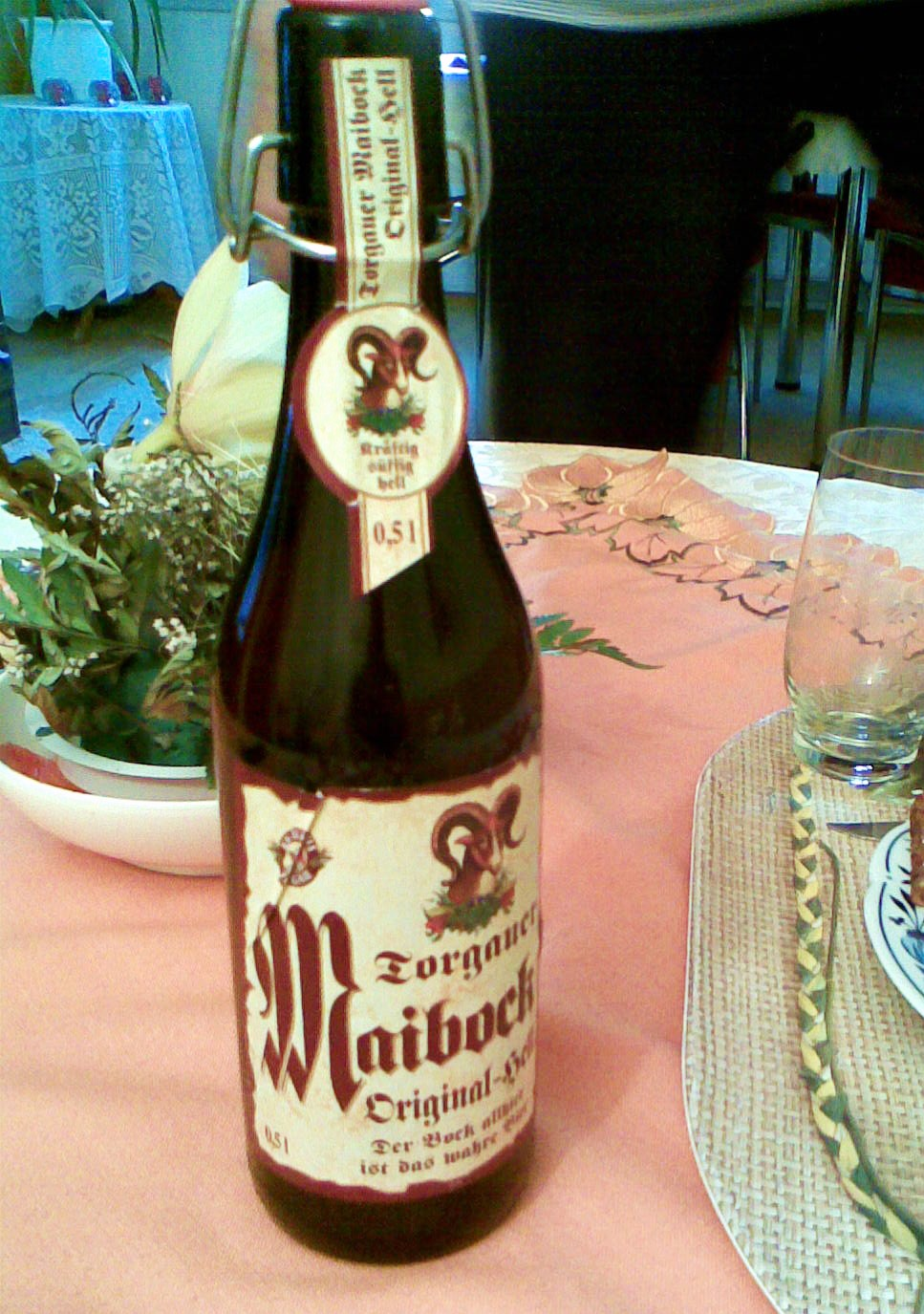
Пляшка травневого боку від Torgauer

Лагер вариться із ячмінного солоду з використанням пивних дріжджів низового бродіння.
Бувають таких видів (найпопулярніші за кольором від найсвітлішого до найтемнішого):
- Мюнхенське світле (нім. Münchener Hell) — 4,7‐5,4 % об.
- Пільзнер (нім. Pilsner) — 4,2‐6 % об.
- Дортмундер (нім. Dortmunder) — 4,8‐6 % об.
- Травневий бок (нім. Maibock) — 6,3‐7,4 % об.
- Віденський лагер (нім. Wiener Lager) — 4,5‐5,5 % об.
- Келлербір (нім. Kellerbier) — 5‐7 % об.
- Доппельбок (нім. Doppelbock) — 7‐10 % об.
- Бок (нім. Bock) — 6,3‐7,2 % об.
- Пшеничний бок (нім. Weizenbock) — 6,5‐8 % об.
- Темний лагер (нім. Dunkel Lager) — 4,7‐5,8 % об.
- Айсбок (нім. Eisbock) — 9‐14 % об.
- Чорне пиво (нім. Schwarzbier) — 4,4‐5,4 % об.

## Змішане (спонтанне бродіння)

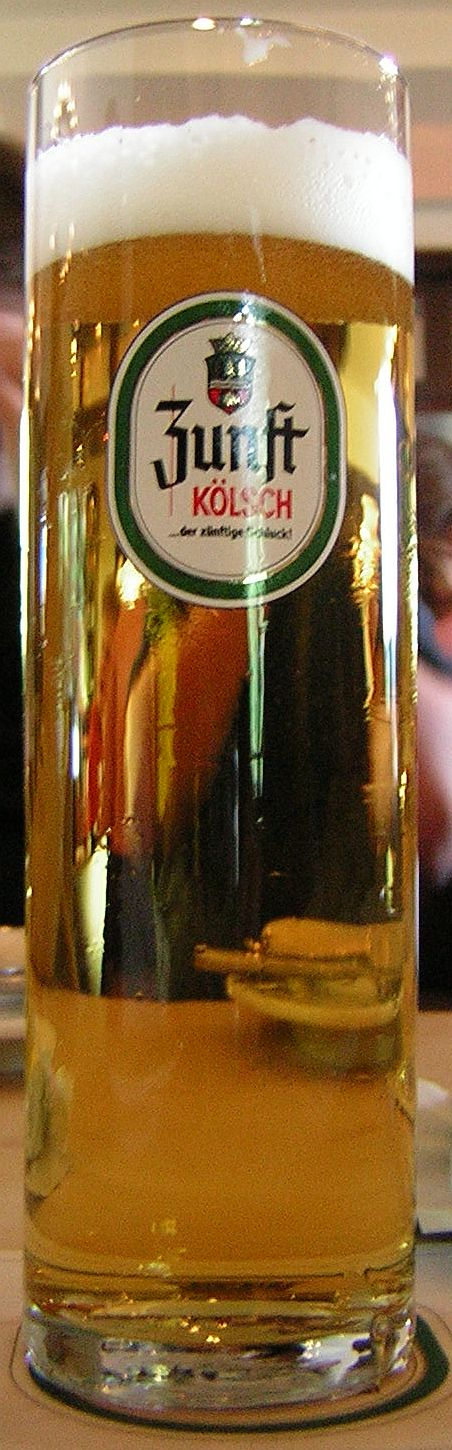
Кухоль кьольшу від Zunft

Пиво спонтанного бродіння — це пиво, яке ферментується завдяки впливу навколишнього середовища, коли природні/дикі дріжджі та бактерії в буквальному сенсі заражають пиво. Одні з типових дріжджів є штам Brettanomyces Lambicus. Пиво виготовлене таким чином виходить кислим та нефільтрованим. Цей метод пивоваріння практикується протягом десятиліть в Західній Фландрії — регіоні Бельгії.
Пиво спонтанного бродіння буває таких видів (найпопулярніші за кольором від найсвітлішого до найтемнішого):
- Вершковий ель (англ. Cream Ale) — 4,2‐5,6 % об.
- Ламбік (англ. Lambic) — 5‐7 % об.
- Мерцен/Октоберфестбір (нім. Märzen/Oktoberfestbier) — 4,8‐5,7 % об.
- Б'єр-де-Гарде (фр. Bière de Garde) — 6‐8,5 % об.
- Ячмінне вино (англ. Barleywine) — 8‐12 % об.
- Альтбір (нім. Altbier) — 4,5‐5,2 % об.
- Раухбір (нім. Rauchbier) — 4,8‐6 % об.